# ダブリン空港
ダブリン空港（ダブリンくうこう、愛: Aerfort Bhaile Átha Cliath、英: Dublin Airport）は、アイルランドの首都ダブリンの国際空港。空港コードはDUB。

## 概要

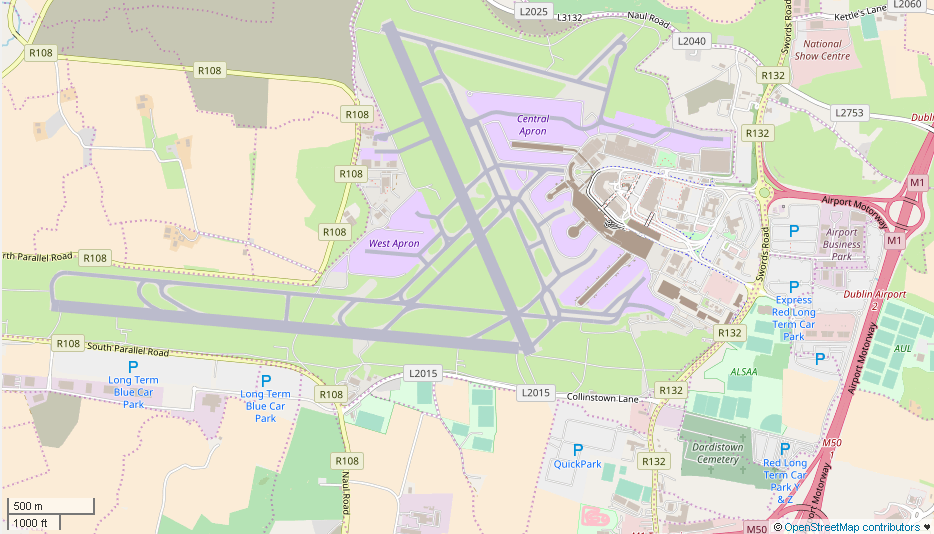
ダブリン空港の地図（滑走路10L/28R建設前）

ダブリン県フィンガル市コリンズタウンにあるダブリン空港は、アイルランドでも最も混雑する空港であり、2019年には3,290万人を超える利用客数を記録し、ヨーロッパでも12番目に混雑する空港である。エアリンガスがダブリン空港をハブ空港（拠点都市）としており、ライアンエアーが同空港を焦点空港としている。
1936年に当時、アイルランドの国営航空だったエアリンガス（現在は公開有限会社）が発足したのを受け、1939年に民間空港として以前の空軍用滑走路の跡地に開港した。現在も使用されている第1旅客ターミナルは1972年に建設された。その後の航空需要の増大や90年代以降のアイルランドの経済成長に伴い幾度もこの第1ターミナルの拡張工事を繰り返して対応したが、格安航空会社などの為に増え続ける需要に抜本的に対応するため、2010年に新たに第2ターミナルが完成しエアリンガスおよび米系航空会社はこちらへと移転した。
ダブリン空港は、アメリカ合衆国の入国審査を事前に受けることができる（United States Border Preclearance）ヨーロッパにある2つの空港のひとつであり、もうひとつは、同じくアイルランドでアメリカ便を運航しているシャノン空港にある。
毎年12月25日のクリスマスは、アイルランド全土の会社が休業となるため、ダブリン空港も終日休航となる。

## 歴史

### コリンズタウン飛行場
第一次世界大戦中の1917年にコリンズタウンがイギリス王立飛行隊の基地の場所として選ばれた。同飛行隊がイギリス空軍に改名した1918年の4月には、コリンズタウン飛行場は20％以上完成し、アイルランド独立戦争が勃発した1919年に建設が完了した。その後、コリンズタウンキャンプとしてアイルランド共和党員の収容のために使用され、1922年の終わりにコリンズタウンの土地と建物は、アイルランド自由国に保有権を移した。飛行場はあっという間に荒れ果て、旧滑走路には草が生えていた。

### 1930年代から1940年代

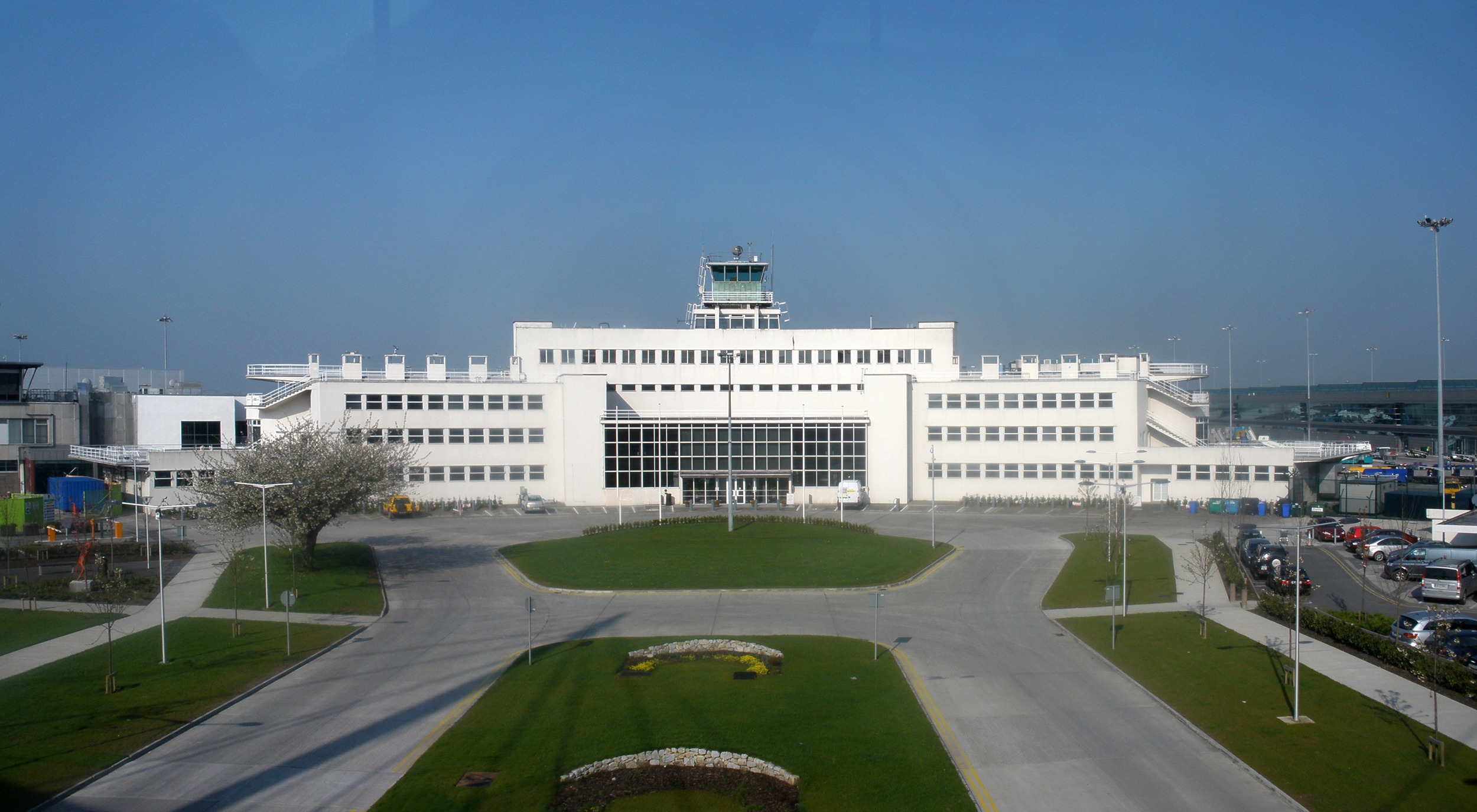
1940年のインターナショナル・スタイルの旧旅客ターミナル

1936年、アイルランド自由国の執行理事会が新しい民間航空会社、エアリンガスを設立した。エアリンガスは、軍事飛行場であるケースメント飛行場から、ダブリンの南西にあるバルドネルで運航を開始した。民間空港がダブリン空港としてバルドネルにとって変わるべきであるという決定がなされた。コリンズタウンの土地が、隣接するロックとコーリバスまでに拡張され、ダブリン空港として選ばれた。
工事が1937年に始まり、1939年の終わりまでに芝生の飛行場の表面、内部道路、駐車場、照明が設置された。
1940年1月19日にダブリン発リバプール行きの初飛行が行われた。政治家のギャレット・フィッツジェラルドの兄弟である建築家のデズモンド・フィッツジェラルドによって設計された、新しい旅客ターミナルビルの建設が1938年8月に始まった。大学での研究の一環として、ターミナルビルを設計したフィッツジェラルドは、ケビン・バリー、ダイティ・ハンリー、チャールズ・アリアガ・ケリー、ダーモット・オトゥール、ハリー・ロブソンなどの建築家チームを率いた。当時の豪華客船の階層構造に大きく影響されデザインしたターミナルビルは、1941年初頭に開業した。このターミナルビルは、1942年に王立ハーバーニアン建築家協会のトリエンナール・ゴールドメダルを受賞し、現在は指定建造物に示されている。
アイルランドでは、「緊急事態（アイルランド語: Ré na Práinne、英語: The Emergency）」として知られていた第二次世界大戦により、1945年後半までダブリン空港での路線は厳しく制限された。ダブリン - リバプール線のみが定期便として運航された。エアリンガスは、1945年11月にクロイドンへのロンドン便を再開した。1947年にKLMオランダ航空は、ダブリン - アムステルダム線を開始し、初めてのヨーロッパ本土路線となった。1948年には、新しいコンクリート製滑走路が3つ完成し、1950年に合計92万人の乗客を記録した。

### 1950年代から1970年代

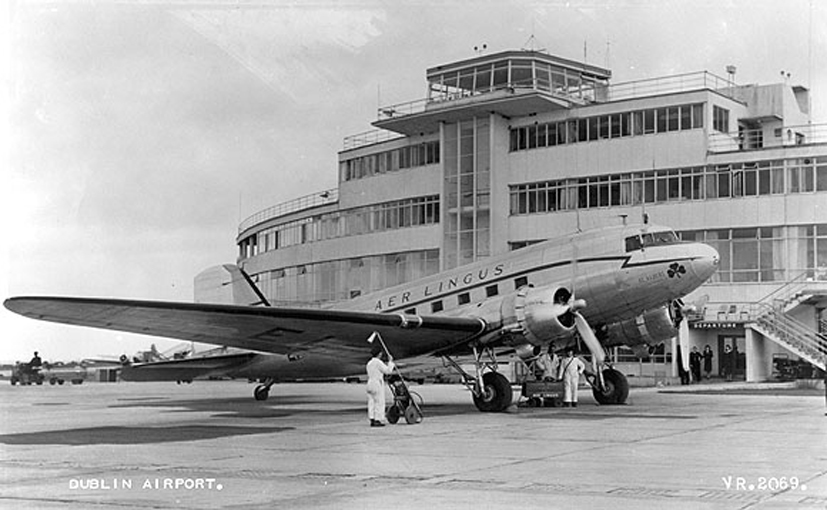
エアリンガス DC-3（1950年5月 ダブリン空港）

1950年代を通じて、ダブリン空港は滑走路の拡張とターミナルビルの拡張を行った。英国欧州航空、サベナ・ベルギー航空、ノースイースト航空などの航空会社も同空港に就航し始めた。
1958年、エアリンガスがシャノン空港を経由して大西洋横断路線を開始した。1950年代半ばまでには、ターミナルビルの規模が乗客数の増加に対応できないことが明らかになり、1959年6月に新しい北ターミナルが開業した。当初、北ターミナルはアメリカ合衆国とヨーロッパのすべての路線を担当する予定だったが、到着専用ターミナルになり、元の旅客ターミナルは出発専用に使用された。
1960年代の間、定期便を運航する航空会社の数は増え続け、ボーイング737、BAC 1-11、ボーイング707、ホーカー・シドレー トライデントが定期的にダブリン空港に就航していた。大型機に対応するため、旧ターミナルビル付近に出発ゲート桟橋が追加された。この桟橋は、その後、第1旅客ターミナルに接続される。1969年の乗客数は、1,737,151人だった。
1971年、エアリンガスはボーイング747を2機新納した。1機目は3月に導入され、その後間もなく、聖パトリックの日にダブリンのオコンネル通りの上空で飛行を行った。3機目のボーイング747は1970年代後半に納入された。これに対応するため、1972年6月に、年間600万人の乗客を見込んだ1,000万ポンドの旅客ターミナルが開業した。これが、現在の第1旅客ターミナルである。しかし、1970年代にダブリン空港で予想されていた成長は、すぐには実現しなかった。
1975年11月29日の午後にアルスター防衛同盟によって爆撃された。到着ターミナルの公衆トイレで爆弾が爆発し、エアリンガス職員のジョン・ヘイズ（38歳）が死亡し、9人が負傷した。爆弾の専門家によると、爆弾はトイレのティッシュディスペンサーに隠されており、ヘイズが手洗いした後に爆発した。爆発は壁を切り裂き、約30人が座っていたバーに突撃した。

### 1980年代から1990年代

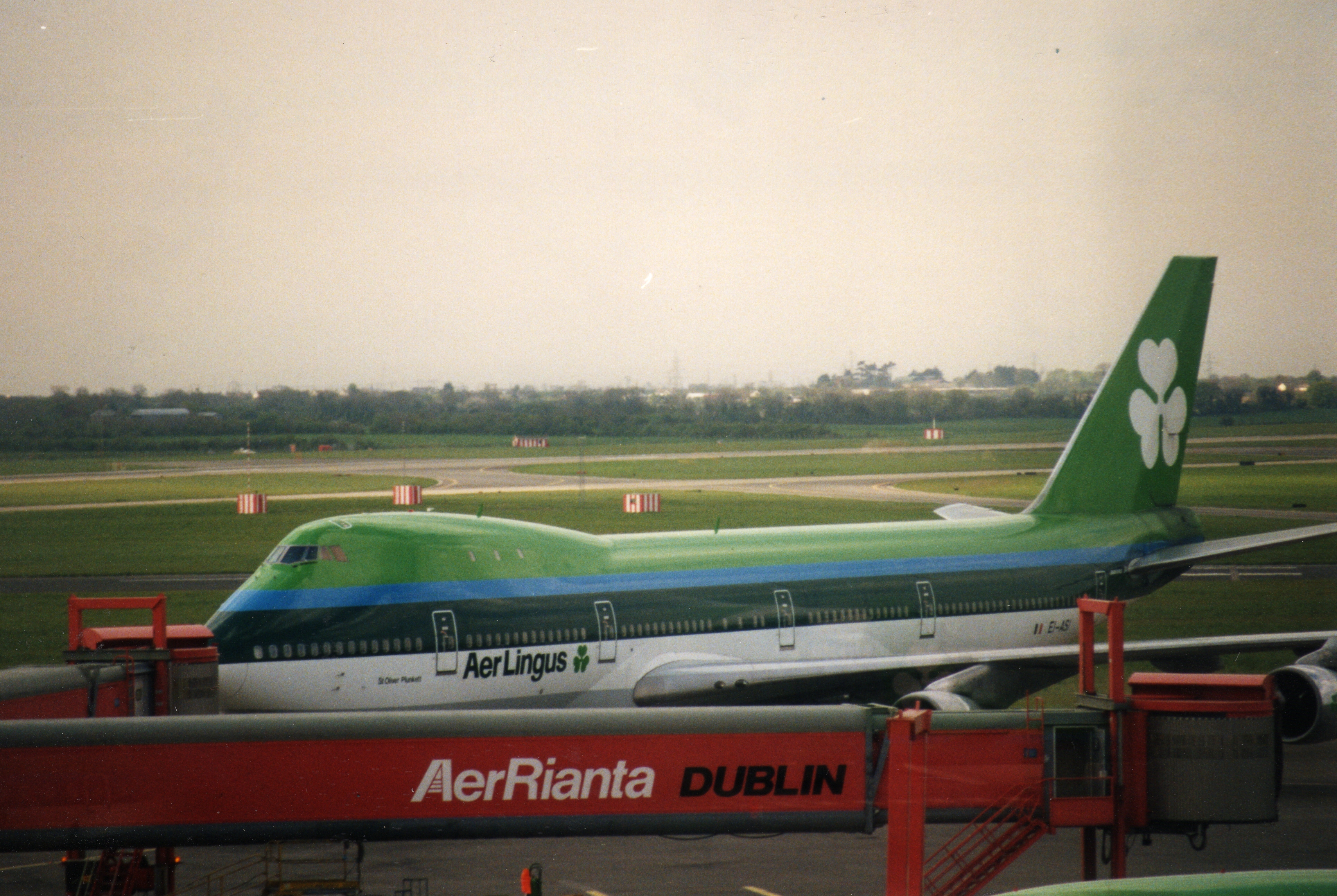
エアリンガス ボーイング747（1994年5月 ダブリン空港）

1983年、エアリンガスは子会社の「エアリンガス・コミューター」を設立した。これにより、ショート・ブラザーズ、SAAB、フォッカーターボプロップ航空機が、イギリスの地方空港の既存の路線とアイルランドの地方空港への定期便を開始し、国内線が誕生した。国内線路線では、コーク空港、シャノン空港、ケリー空港、アイルランド・ウェスト空港、ゴールウェイ空港、ウォーターフォード空港、スライゴ空港、デリー/ロンドンデリー空港（正確にはイギリス）へ就航した。エアリンガス・コミューターはその後、エアリンガスに再吸収された。ダブリン - シャノン線を除く国内線は、エア・アランに引き継がれた。しかし、ほとんどの路線は、アイルランドの高速道路の開発により移動時間が大幅に短縮されたため廃止された。エアリンガスは、ダブリン - イギリス線を継続していた。
1980年代、特にダブリン - ロンドン線を巡る大規模な競争により、1989年の乗客数は510万人に上った。同年に、2,640mの滑走路との航空管制塔が建設された。ダブリン空港は1990年代に急速に拡大し続けた。旧ターミナルビルへの最初の拡張だった、桟橋Aはさらに拡張された。ボーディング・ブリッジを備えた新しい桟橋Cが建設され、完成直後にターミナルビルを2倍に拡張する作業が開始された。2007年10月に完成した桟橋Dは、格安航空会社専用の搭乗エリアであり、ボーディング・ブリッジはない。

### 二国航空輸送協定
1933年のアメリカ合衆国とアイルランドの二国協定により、大西洋横断路線がシャノン空港を経由せずにダブリン空港から初めて直接運航できるようになった。当時は、シャノン地域の利益を保護するために、ダブリンと同じ数の路線と運航していた。2006年11月、ダブリンの直行便の追加が許可された時に、シャノンのいわゆる「ストップオーバー」ステータスの段階的な骨抜きが実地された。ストップオーバーの要件は、2008年に完全になくなった。これにより、ダブリンとアメリカ合衆国の間の路線が大幅に増加することが予想され、エアリンガスは16の就航地に興味を示した。

### 2000年代から2010年代

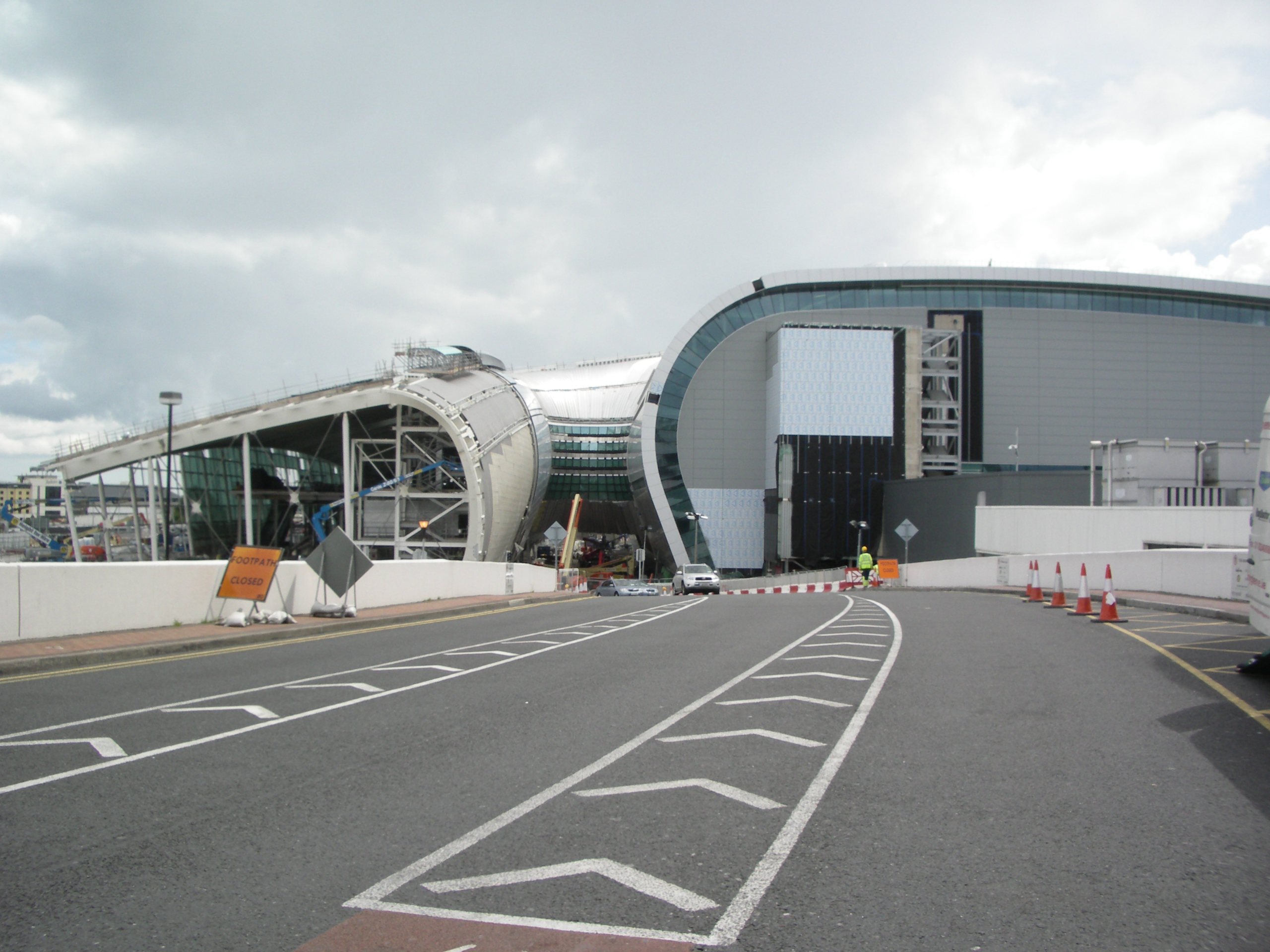
第2ターミナルの建設現場（2009年7月）

「ケルトの虎」経済の成功により、ダブリン空港は1990年代と2000年代に成長を遂げた。
アイルランドの移民労働者、主に東ヨーロッパからの移民労働者からの需要により、EU加盟国の目的地への多くの新しい路線が開業した。
2007年10月1日に第2旅客ターミナルの工事に着手し、2010年11月19日に開業した。
2007年の世界金融危機により、2009年と2010年に運航便が大幅に減少したが、2011年以降は増加している。2012年にこの増加は継続し、旅客数は1.9％増加した。2013年にダブリン空港の乗客数は2009年以来初めて2,000万人を超え、前年比で5.6％増加した。2014年にこのプラスの傾向は2013年に比べ、8％増加し続け、2015年12月初旬の時点で旅客数は2014年と比較して16％増加し、2008年の2,346万人の目的を上回った。
2019年8月、ダブリン空港はERSIアイルランドのマッピングソフトウェアの使用により、地理情報システム（GIS）特別業績賞を受賞した。

## 長距離路線
2020年現在、ダブリン空港は44か国に就航している。2007年にエティハド航空はダブリン - アブダビ間の路線を運航し始め、2010年3月に週14便に増便した。さらにエミレーツ航空は、2012年1月からドバイ - ダブリン間の路線を運航している。また、7つの航空会社が北米の合計22都市に直結している。2015年、エチオピア航空はアディスアベバからダブリンへの路線を開始し、アイルランドとサブサハラアフリカ間の最初の直行便を開始した。

### オープンスカイ協定
20世紀半ば、アイルランド政府は、アイルランドとアメリカ合衆国間の全ての航空路線はシャノン空港を経由しなければならないという規則を導入した。その見返りに、アメリカ政府は、エアリンガスが運航できるアメリカの空港4つに制限した。2007年3月22日、アメリカと欧州連合（EU）間のオープンスカイ協定が承認され、長期にわたる「シャノンストップオーバー」要件が即座に取り消され、アイルランド政府は、アイルランドとアメリカ間の大西洋横断便の50％がシャノン空港を通過する必要があると主張した。

### アメリカ合衆国への事前入国審査

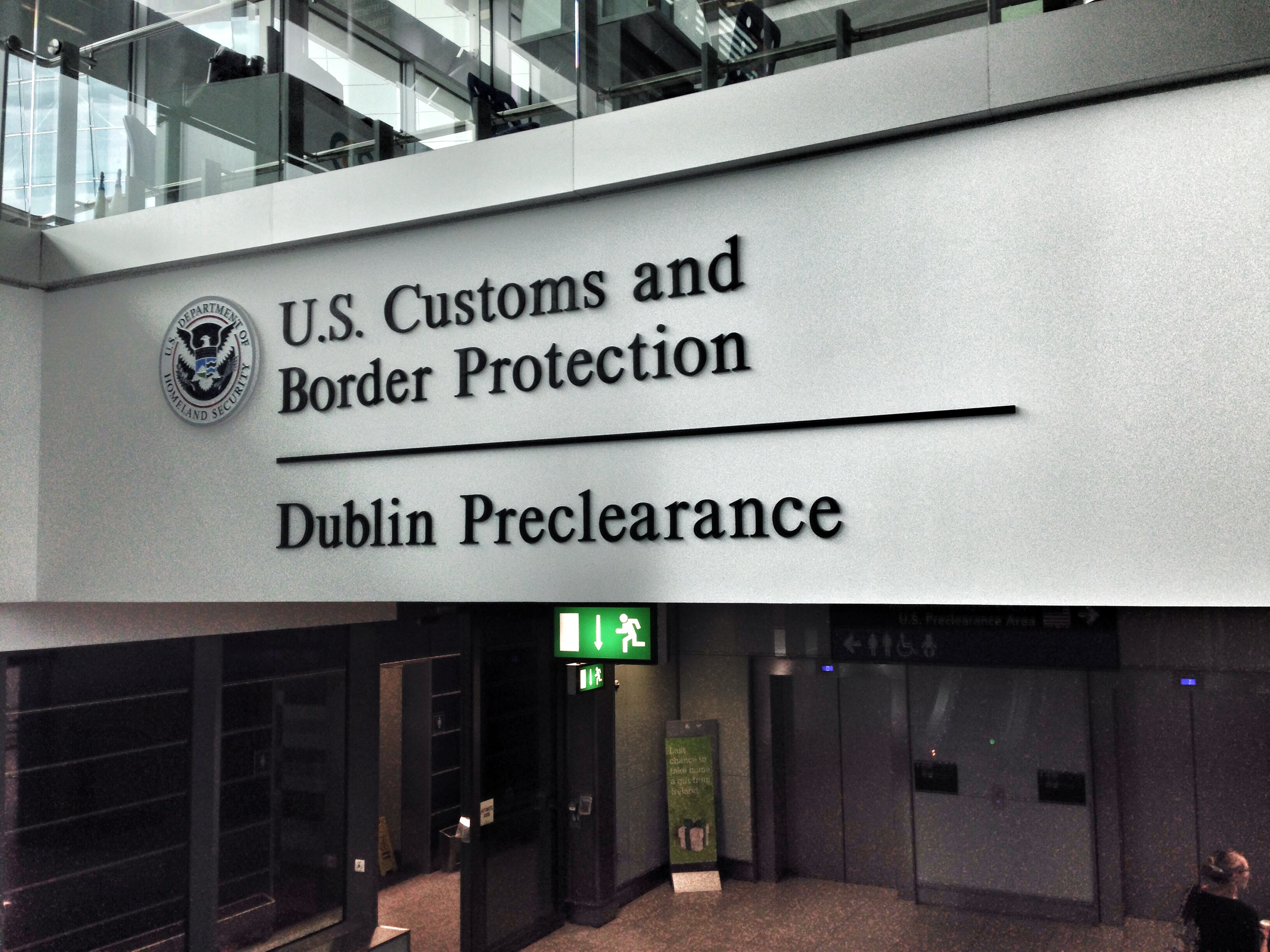
事前入国審査（2014年8月）

ダブリン空港は、アメリカ合衆国の入国審査を事前に受けることができる（United States Border Preclearance）ヨーロッパにある2つの空港のひとつである。もうひとつは、同じくアイルランドでアメリカ便が運航されているシャノン空港である。アブダビ国際空港と合わせ、アメリカ大陸外では合計3つの空港が事前入国審査を受けることができる。
アメリカへの直行便を利用する乗客は、出発前にダブリンでアメリカ入国及び税関手続きをし、到着時には国内線の乗客として扱われるため、アメリカの空港では国内線ターミナルに到着する。すべてのアメリカ便は第2ターミナルに発着するため、この施設は第2ターミナルのみにある。

### 東アジア路線
ダブリン空港の所有者である、アイルランド政府とその運営者であるダブリン空港公団は、長い間、直行便によってダブリンと東アジアを結ぶことを目指してきた。2018年にキャセイパシフィック航空がダブリン - 香港間を週4便の直行便で運航したことにより、実現した。さらに、海南航空は2018年6月と2019年1月にそれぞれ北京（エディンバラ経由）と深圳（直行便）に就航した。しかし、2019年8月、海南航空はダブリンから完全に撤退した。同年9月、キャセイパシフィック航空は香港での政情不安が続いているため、路線を夏季のみに運航することにした。

#### 日本
2020年現在、ダブリンを含むアイルランドの空港から日本への直行便はない。
2017年に日本とアイルランドの外交関係樹立60周年記念の特別企画として、日本航空が東京/成田 - ダブリン間の往復チャーター直行便を運航した。ボーイング777-200で、8月5日に成田 - ダブリン、8月12日にダブリン - 成田を運航した。
2019年10月、日本で開催されたラグビーワールドカップ2019に訪れたシェーン・ロス運輸大臣が、赤羽一嘉国土交通大臣とダブリン - 日本間の直行便開設について話し合い、中期的に目指すことを目的とした二国間の促進文書の上級署名を行った。

## 管理会社・DAA公開有限会社

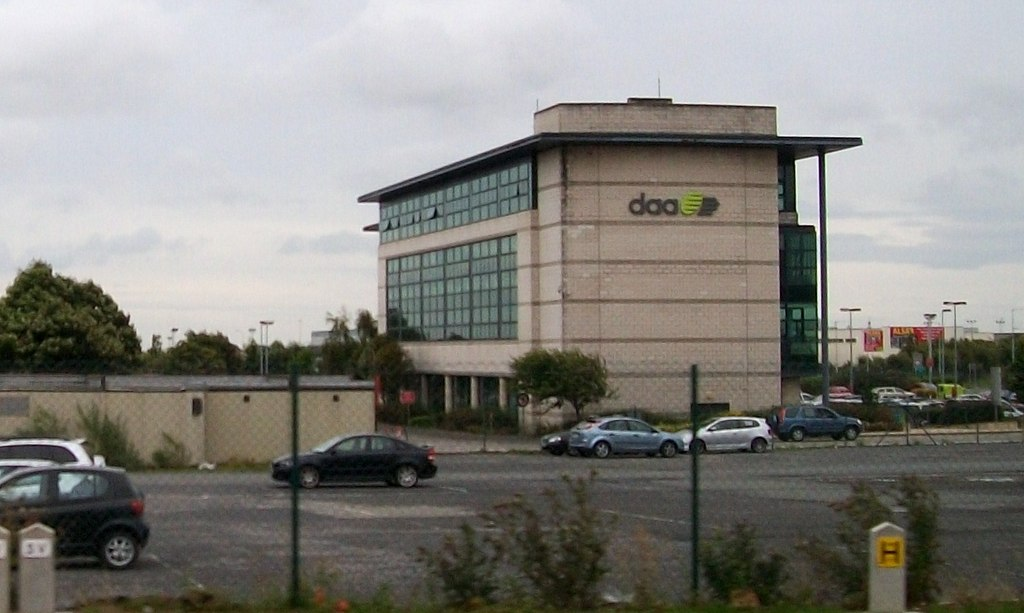
DAA本社（2010年 ダブリン空港）

2004年10月、エアリアンタ（エアウェイズ、またはエアトラックスのアイルランド語）は、国家空港法（2004年）の結果、ダブリン空港公団公開有限会社（Dublin Airport Authority plc）に改名された。以前にエアリアンタが所有していた全ての資産と負債は、ダブリン空港公団に譲られた。国家空港法（2004年）により、シャノン空港とコーク空港にも新しい空港当局が設立された。シャノン空港公団とコーク空港公団には別々の理事会があり、法律のもとでビジネスプランを作成する権限が与えられていた。これにより、ダブリン空港公団からの完全な分離につながる可能性が浮かんだ。アイルランド政府の決定を受けて、シャノン空港は2012年12月31日に独立した公営空港になった。
2013年7月、「ダブリン空港公団（Dublin Airport Authority）」は、アイルランド政府によって正式に「DAA公開有限会社（DAA plc）」と改名された。この変更は、主にDAAの全体的な機能と関連性がほとんどないと思われる「ダブリン（Dublin）」、「公団（Authority）」を名称から削除したことだった。2014年11月6日に発効した。
アイルランドへの最大の玄関口として、2015年には2,500万人以上の旅客数を記録した。前年比で15％の増加となった。増加の主な要因は、同年中に開始された23の新しい路線と40の既存路線の追加だった。同年の間にダブリン - イギリス間の乗客数は890万人であり、前年と比べ、14％増加した。ダブリン空港はまた、北アイルランドから年間100万人以上の乗客を記録し、北アイルランドへの海外訪問者にとっても重要な国際ゲートウェイである。

## 旅客ターミナル

### 第1ターミナル

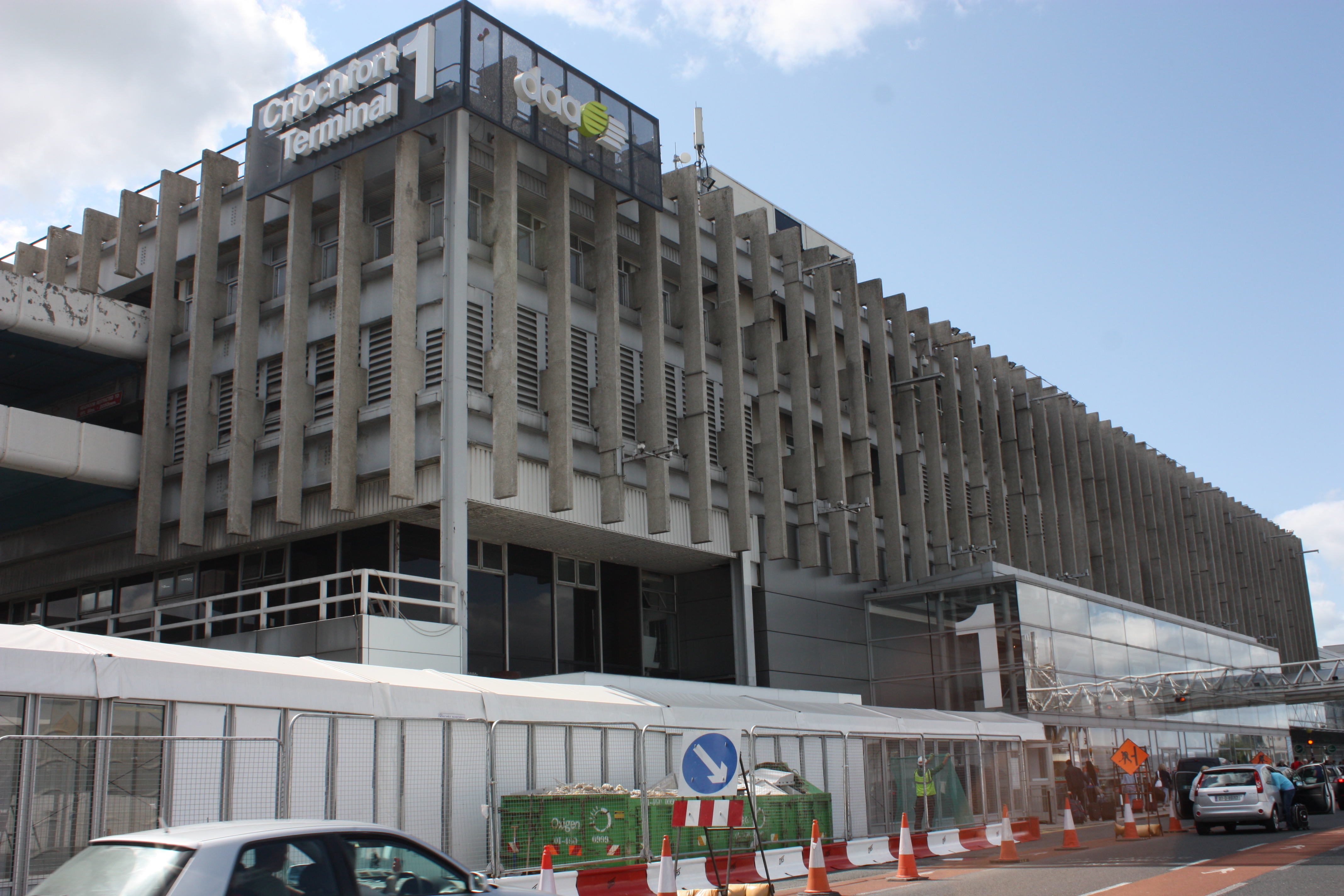
第1ターミナル（2011年5月）

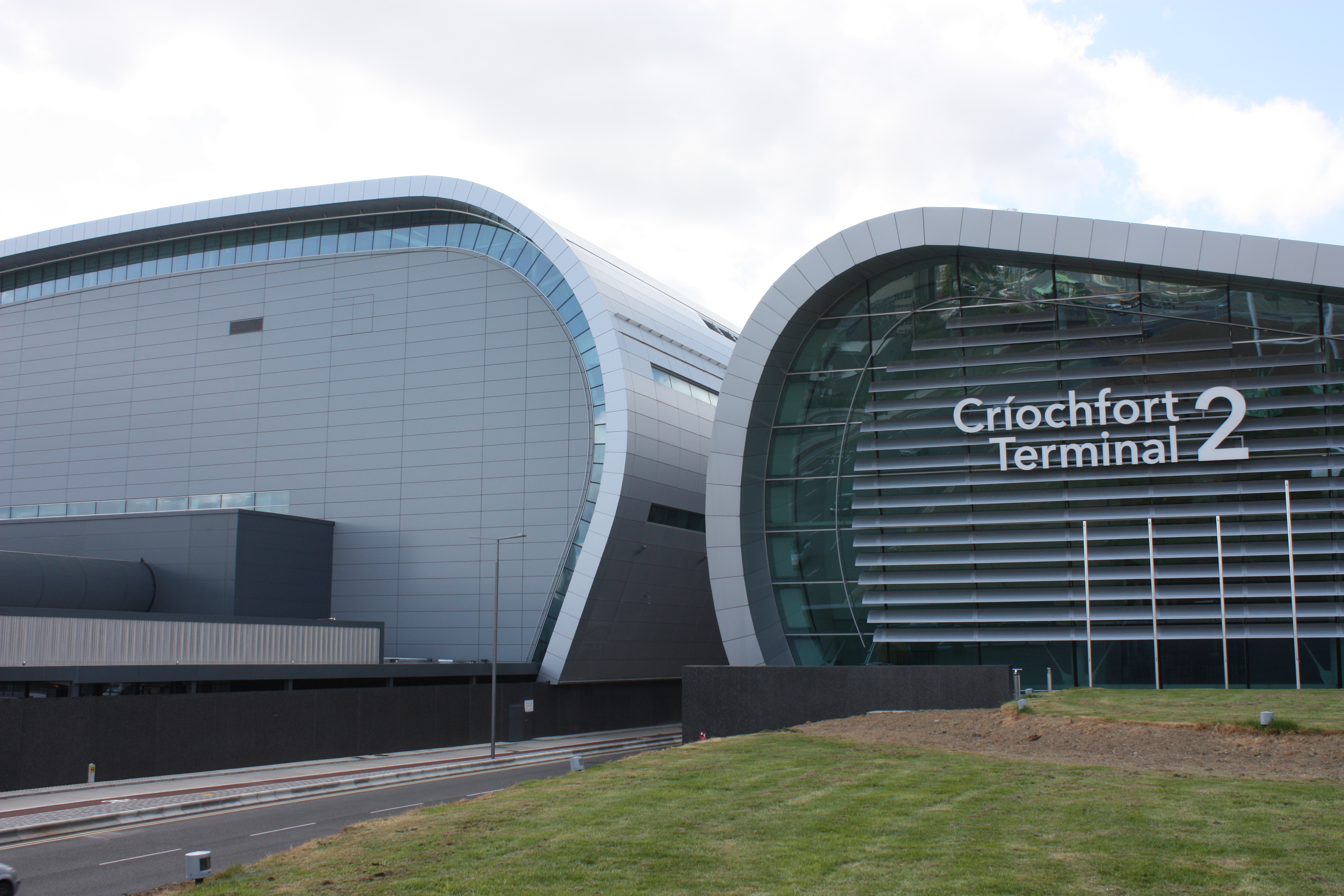
第2ターミナル（2011年5月）

1972年に開業した現在の第1旅客ターミナルは、年間500万人の乗客を受け入れられるように設計されている。元のデザイン案には、現在の十角形のピアBと同じである2番目のピアが含まれていたが、建設されなかった。もともと駐車場は建物の上層階にあり、アクセスランプは設置されていたが、1970年代にセキュリティ上の理由で閉鎖され、オフィスに改造された。第1ターミナルは過去20年間にわたって定期的に拡張、改善されている。2007年10月、ラリー・オルトマンズによって設計された新しいピアが、第1ターミナルの北に開かれた。インテリアのグラフィックを設計したのは、スキッドモア・オーウィングズ・アンド・メリルである。このピアは、ライアンエアーのフライトの大半に対応している。2009年、第1ターミナルの横に飲食店と小売店を取り入れる拡張工事が完成した。ピアCは第2ターミナルの建設中に取り壊された。
2020年11月5日に第1ターミナルは、ダブリン県のフィンガル市議会に提出された計画の下で大規模な改装を受けることが発表された。ファサードと屋根は、エネルギー効率に優れた近代的な構造物に置き換え、第1ターミナルの外観を改装する予定である。

### 第2ターミナル
第2旅客ターミナルは、年間最大1,500万人の乗客を受け入れられる75,000m2のターミナルビル、ピアE、19の出発ゲートからなり、27機のナローボディ航空機を駐機できる。建築家のパスカル＋ワトソンによって設計され、総費用は6億ユーロだった。エアリンガスは第2ターミナルで運営している主要な航空会社である。第2ターミナルは、以前第1ターミナルに存在した、上述のアメリカ合衆国の事前入国審査施設を備えているため、アメリカへのゲートウェイとなっている。
第2ターミナルの目的はエアリンガスに加え、すべての長距離路線を拠点にすることだったが、アメリカ便が大幅に増加した結果、アメリカ以外の路線は第1ターミナルに残った。第2ターミナルの設計中にホールの拡張と将来の増加に対応するためのピアFの準備が行われた。
2020年現在、エアリンガス、アメリカン航空、デルタ航空、エミレーツ航空、ノルウェー・エアシャトル、ユナイテッド航空が第2ターミナルから運航している。

## 警備体制

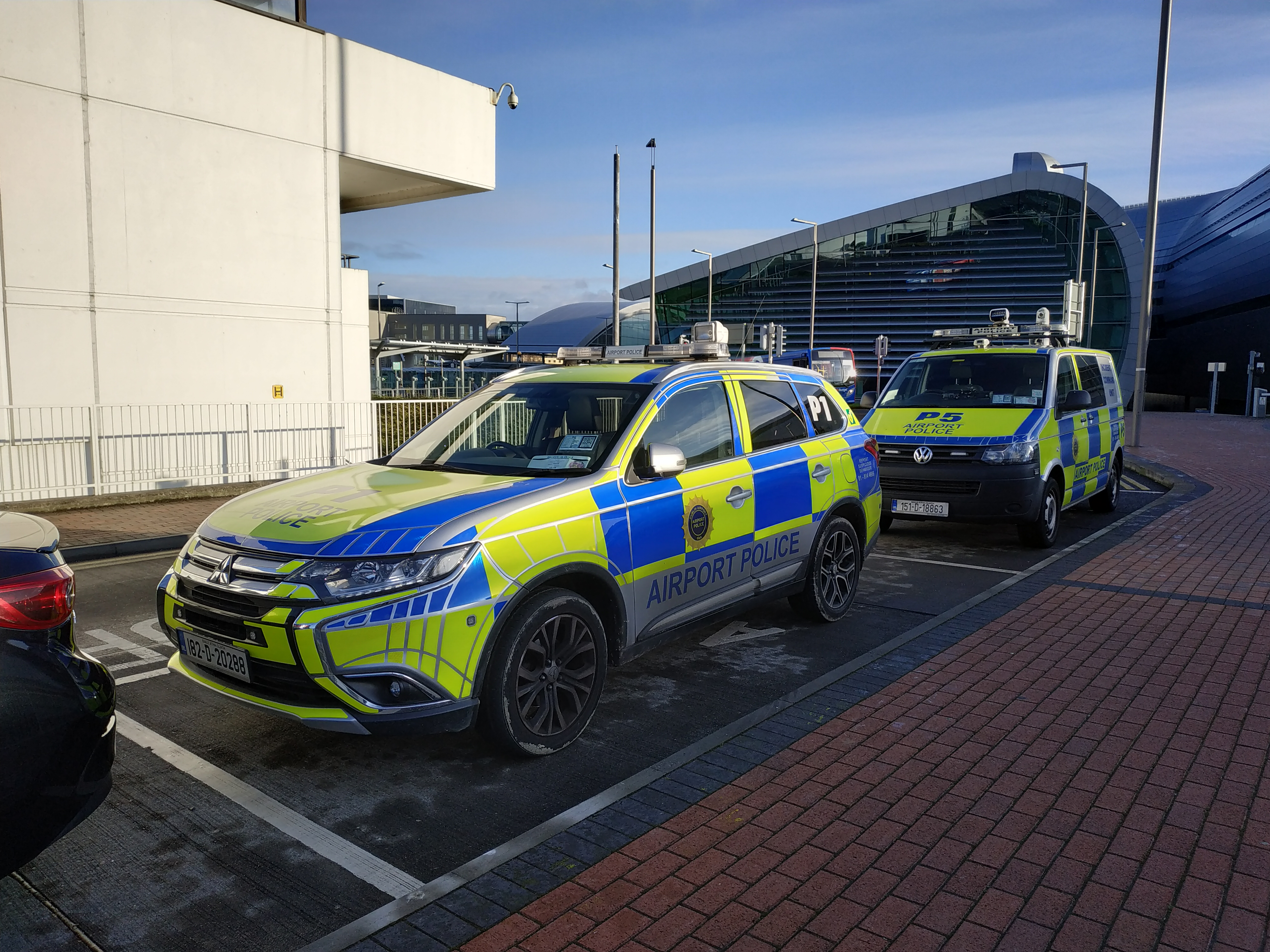
空港警察（2019年12月）

ダブリン空港公団（DAA）には空港警察があり、空港での航空および一般的な警備が義務付けられている。空港警察署は、第1・第2ターミナルの間の到着道路の中心にある。空港全体、道路、土地をカバーする独自の空港消防隊もある。
税務局は旅客ターミナルと貨物ターミナルの両方にあり、農業省も空港に駐在している。アイルランド帰化・移民サービスは、空港に到着する全ての国際線の乗客に入国審査を行なっている。
2016年のベルギーのブリュッセル空港爆破事件の結果として、アイルランド警察の武装支援部門（ASU）が、ターミナルビル内を常時、ダブリン空港とダブリン港をパトロールし、ヨーロッパでのテロ攻撃の脅威の増加に対抗するために配備されることが発表された。

## メンテナンス施設
エアリンガス、ライアンエアー、シティジェット、エールテック、ダブリン・アエロスペースは、ダブリン空港に航空機整備格納庫を保有している。2010年、エティハド航空は、アブダビ - ダブリン線で使用するエアバスA330-200を管理する新しいメンテナンスハンガーを発表した。やがて、他の航空会社もこの施設を使用できるようにした。

## 空港開発

### 管制塔

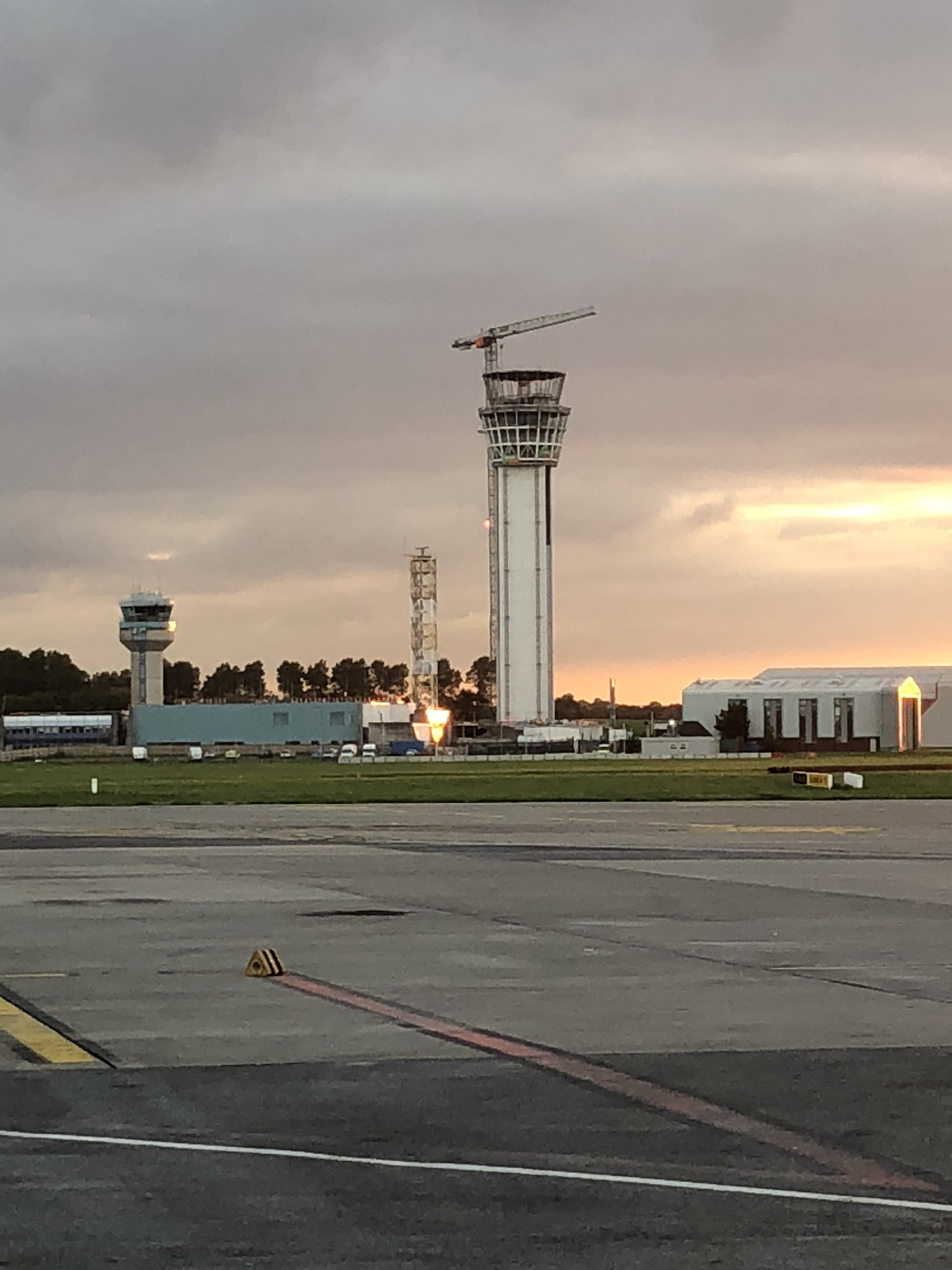
建設中の新管制塔（2018年）

平行滑走路の建設により、既存の管制塔から空港の特定の部分が見えなくなるため、新しい管制塔が必要になった。2009年8月に建築家のスコット・タロン・ウォーカーによって、設計された新しい航空完成複合施設と管制塔の計画申請が提出された。新しい管制塔の高さは87.7mであり、アイルランドで最も高い構造物となる。

### 北滑走路
2020年現在、3,100mの滑走路が1989年に開通した既存の10R/28L滑走路（開港時は10/28滑走路）と平行して建設中である。滑走路の計画許可は当初31の計画条件が添付された2007年8月に付与された。
新滑走路は10R/28L滑走路の北側に並行して走り、運用開始後は年間3000万人の乗客を運ぶことができ、長さは3,110mになるという。2009年3月、ダブリン空港公団（DAA）は協議案の中で、長距離航空会社との協議の結果、新滑走路の長さを3,660mにする可能性があると発表した。この長さにより、ダブリンから極東への直行便を可能にするとされている。滑走路の費用は約3億ユーロと予想されていた。
一方、同社はエプロンの拡張や出口誘導路の整備などに多額の投資を行い、既存の主要滑走路の効率を最大限に引き出すことに成功した。16/34滑走路は、日中は10R/28L滑走路を利用した航空機の誘導路として利用されることが多い。16/34滑走路は空港の工事により、夕方に使用することが多い。
世界的な金融危機と消費者需要の低下の予想による寸縁の遅れののち、2016年4月に新しい滑走路が2017年に着工し、2021年までに完成することが発表された。
2020年10月8日、既存の滑走路10/28が10L/28Rになることを見越して、10R/28Lに再指定された。

## 就航航空会社と就航都市

### 国際線
※ 航空連合は右記のとおり。SA : スターアライアンス、OW : ワンワールド、ST : スカイチーム
※ 語末の★は、格安航空会社 (LCC)

#### 第1ターミナル
| 航空会社                                   | 就航地 |
| ------------------------------------------ | --- |
| ライアンエアー★                            | 西欧:アイントホーフェン、アムステルダム、イーストミッドランズ、エディンバラ、カルカソンヌ、グラスゴー、グダニスク、ニース、ニューカッスル・アポン・タイン、バーゼル/ミュールーズ（2021年3月26日運航終了予定）、バーミンガム、クラクフ、ボーヴェ、ブリストル、ブリュッセル、ボルドー、ボーンマス、マンチェスター、リーズ/ブラッドフォード、リバプール、ルクセンブルク、ロンドン/LGW、ロンドン/SEN、ロンドン/STN、ロンドン/LTN 東欧:ヴィリニュス、ソフィア、ブカレスト、ブダペスト 中欧:ウッチ（2021年3月25日運航終了予定）、ヴロツワフ、カトヴィツェ、グダニスク、クラクフ、ケルン/ボン、ジェシュフ、シュチェチン、シュトゥットガルト、ハンブルク、ブィドゴシュチュ、ブラチスラヴァ、プラハ、フランクフルト、ベルリン/ブランデンブルク、ポズナン、ミュンヘン、 、ワルシャワ/モドリン 南欧:アテネ、アリカンテ、グラン・カナリア、サンタンデール、サントリニ（2021年5月1日再開予定）、セビリア、テネリフェ・スール、トレヴィーゾ、ナポリ、パフォス、バーリ、バルセロナ、バレンシア、ファロ、フエルテベントゥラ、ベルガモ、ポルト、ボローニャ、マドリード、マラガ、マルタ、ムルシア、ランサローテ、リスボン、ローマ/チャンピーノ 北欧:カウナス、コペンハーゲン、リガ 北アフリカ:マラケシュ 季節運航 西欧:グルノーブル、ビアリッツ、ラ・ロシェル、ルルド、ピサ、ロデーズ（2021年6月4日再開予定） 東欧:ザダル、スプリト、ポドゴリツァ 中欧:ウィーン 、ザルツブルク、メミンゲン、ルブリン（2021年3月27日運航終了予定） 南欧:アルメニア、イビサ、カリャリ、ジローナ、テッサロニキ、サントリーニ、トリノ、ハニア、パフォス、パルマ・デ・マヨルカ、パレルモ、ピサ、ビーゴ、ミコノス島、レウス 北欧:タリン、ヨーテボリ 中東:ダラマン、ボドルム |
| ブリティッシュ・エアウェイズ(OW)           | ロンドン/LCY、ロンドン/LHR 季節運航:マンチェスター |
| TUIエアウェイズ                            | 季節チャーター便 西欧:シャンベリ、トゥールーズ 東欧:ブルガス 中欧:インスブルック、ザルツブルク 南欧:イビサ、イラクリオン、ヴェローナ、グラン・カナリア、コス、コルフ、ザキントス、テネリフェ・スール、パフォス、パルマ・デ・マヨルカ、ファロ、マラガ、ランサローテ、レウス、ロードス 北欧:タリン、ロヴァニエミ 中南米:カンクン 中東:ダラマン |
| ローガンエアー                             | ティーズサイド |
| イースタン・エアウェイズ                   | ティーズサイド、サウサンプトン（2021年1月4日就航予定） |
| KLMオランダ航空(ST)                        | アムステルダム |
| LOTポーランド航空                          | ワルシャワ/ショパン |
| エールフランス(ST)                         | パリ/CDG |
| トランサヴィア★                            | パリ/ORY |
| ルクスエア                                 | ルクセンブルク 季節チャーター便:ファロ |
| クロアチア航空(SA)                         | ザグレブ |
| モルドバ航空                               | キシナウ |
| FlyOne★                                    | キシナウ |
| HiSky                                      | キシナウ（2020年10月3日就航予定） |
| ブルーエア★                                | クルジュ＝ナポカ、バカウ、ブカレスト |
| ブルーアイランズ                           | サウサンプトン（2021年3月29日就航予定） |
| アエロフロート・ロシア航空(ST)             | モスクワ/シェレメーチエヴォ |
| S7航空★(OW)                                | 季節運航:モスクワ/ドモジェドヴォ |
| スイス インターナショナル エアラインズ(SA) | ジュネーヴ、チューリッヒ |
| スマートウィングズ★                        | 季節チャーター便:ランサローテ |
| ルフトハンザドイツ航空(SA)                 | フランクフルト、ミュンヘン |
| ユーロウイングス                           | ケルン/ボン、デュッセルドルフ |
| エーゲ航空(SA)                             | 季節運航:アテネ |
| イベリア航空(OW)                           | マドリード |
| ブエリング航空★                            | バルセロナ |
| エア・ノストラム(OW)                       | 季節チャーター便:レウス |
| TAPポルトガル航空                          | リスボン |
| アイスランド航空                           | レイキャヴィーク/ケプラヴィーク |
| スカンジナビア航空(SA)                     | オスロ/ガーデモエン、コペンハーゲン、ストックホルム/アーランダ |
| フィンエアー(OW)                           | ヘルシンキ |
| エア・バルティック                         | リガ |
| エア・カナダ(SA)                           | トロント/ピアソン 季節運航:バンクーバー、モントリオール/トルドー |
| ウエストジェット航空                       | 季節運航:カルガリー、ハリファックス |
| エア・トランザット                         | 季節運航:トロント/ピアソン |
| エア・アラビア・モロッコ★                  | アガディール |
| 海南航空                                   | 北京/首都 |
| キャセイパシフィック航空(OW)               | 季節運航:香港 |
| エティハド航空                             | アブダビ |
| アルキア・イスラエル航空                   | 季節運航:テルアビブ/ベン・グリオン |
| カタール航空(OW)                           | ドーハ |
| ターキッシュ エアラインズ(SA)              | イスタンブール |
| エジプト航空                               | カイロ（2021年3月28日就航予定） |
| ヴァージン・アトランティック航空           | ロサンゼルス/LAX, ロンドン/LHR |
| エル・アル航空                             | テルアビブ（2021年4月18日就航予定） |

#### 第2ターミナル
| 航空会社                   | 就航地 |
| -------------------------- | --- |
| エアリンガス               | 西欧:アムステルダム、トゥールーズ、バーミンガム、パリ/CDG、ブリュッセル、ボルドー、マンチェスター、リヨン、ロンドン/LGW、ロンドン/LHR 東欧:ブダペスト 中欧:ウィーン、ジュネーヴ、チューリッヒ、デュッセルドルフ、ハンブルク、プラハ、フランクフルト、ベルリン/ブランデンブルク 南欧:アリカンテ、ヴェネツィア、ヴェローナ、グラン・カナリア、サンティアゴ・デ・コンポステーラ、テネリフェ・スール、バルセロナ、ビルバオ、ファロ、フエルテベントゥラ、マドリード、マラガ、ミュンヘン、ミラノ/マルペンサ、ミラノ/リナーテ、ランサローテ、リスボン、ローマ/フィウミチーノ 北欧:トロムソ(2025年12月3日より運航開始予定) 北米:オーランド、サンフランシスコ、シアトル、シカゴ/ORD、トロント/ピアソン、ニューアーク、ニューヨーク/JFK、ボストン、マイアミ、ロサンゼルス/LAX、ワシントン/ダレス、インディアナポリス 季節運航 西欧:ナント、ニース、ペルピニャン、マルセイユ、モンペリエ 東欧:スプリト、ドブロブニク、プーラ、ブルガス 中欧:ザルツブルク 南欧:アテネ、カターニア、コルフ、サントリニ（2021年5月1日就航予定）、ナポリ、パルマ・デ・マヨルカ、ピサ、ボローニャ 中東:イズミル 季節チャーター便:キッティラ、ロヴァニエミ |
| エアリンガス・リージョナル | アバディーン、エディンバラ、グラスゴー、ニューカッスル・アポン・タイン、バーミンガム、ブリストル、ニューキー、マンチェスター、マン島、リーズ/ブラッドフォード 季節運航:ジャージー、レンヌ |
| ノルウェー・エアシャトル★  | オスロ/ガーデモエン 季節運航:コペンハーゲン |
| アメリカン航空(OW)         | フィラデルフィア 季節運航:シカゴ/ORD、シャーロット、ダラス/フォートワース |
| デルタ航空(ST)             | ニューヨーク/JFK 季節運航:アトランタ、ボストン |
| ユナイテッド航空(SA)       | ニューアーク、サンフランシスコ（2020年3月27日就航予定） 季節運航:シカゴ/ORD、ワシントン/ダレス |
| エミレーツ航空             | ドバイ/国際 |

### 国内線

#### 第2ターミナル
| 航空会社                   | 就航地             |
| -------------------------- | ------------------ |
| エアリンガス・リージョナル | ケリー、ドニゴール |

### 貨物便
ダブリン空港では、以下の貨物便が運航されている。
| 航空会社                   | 就航地                          |
| -------------------------- | ------------------------------- |
| DHLエアUK                  | イーストミッドランズ            |
| エールフランス・カーゴ     | 西欧:パリ/CDG 北米:シカゴ/ORD   |
| ブルーバード・カーゴ       | レイキャヴィーク/ケプラヴィーク |
| UPS航空                    | 西欧:シャノン 中欧:ケルン/ボン  |
| フェデックス・エクスプレス | パリ/CDG、ロンドン/STN          |
| ジメックス・アビエーション | バーミンガム、 マーストリヒト   |

## 統計
ダブリン空港の乗客数は、1998年から2008年までの10年間、約1,160万人から2,340万人以上に増加した。しかし、その後の2年間で乗客数は2011年には約1,1870万人までに減少した。2013年に乗客数は約5.6％増加し、2,170万人を超えた。2015年の航空交通量が15％以上増加した結果、乗客数が初めて2,500万人を超えた。
| 年 | 旅客数     | 前年比 |
| --- | ---------- | ------ |
| 1998 | 11,641,100 | –      |
| 1999 | 12,802,031 | 09.9   |
| 2000 | 13,843,528 | 08.1   |
| 2001 | 14,333,555 | 03.5   |
| 2002 | 15,084,667 | 05.2   |
| 2003 | 15,856,084 | 05.1   |
| 2004 | 17,138,373 | 08.1   |
| 2005 | 18,450,439 | 07.7   |
| 2006 | 21,196,382 | 014.9  |
| 2007 | 23,287,438 | 09.9   |
| 2008 | 23,466,711 | 00.8   |
| 2009 | 20,503,677 | 012.6  |
| 2010 | 18,431,064 | 010.1  |
| 2011 | 18,740,593 | 01.7   |
| 2012 | 19,099,649 | 01.9   |
| 2013 | 20,166,783 | 05.6   |
| 2014 | 21,711,967 | 07.7   |
| 2015 | 25,049,319 | 015.4  |
| 2016 | 27,907,384 | 011.4  |
| 2017 | 29,582,308 | 06.0   |
| 2018 | 31,495,604 | 06.5   |
| 2019 | 32,907,673 | 04.0   |
| 出典: 1998–2001 – エアリアンタ 2002–2006 – ダブリン空港公団 2007–2011 – ダブリン空港公団 2012–2016 – ダブリン空港公団/DAA 2017–2018 – DAA 2019 - アイルランド放送協会（RTÉ） |            |        |

### 旅客数が多い国際路線
| 順位             | 空港                       | 旅客数    | 前年比 |
| ---------------- | -------------------------- | --------- | ------ |
| 1                | ロンドン・ヒースロー       | 1,856,099 | 02.6   |
| 2                | ロンドン・ガトウィック     | 1,348,128 | 00.0   |
| 3                | アムステルダム             | 1,216,258 | 01.3   |
| 4                | マンチェスター             | 1,003,532 | 01.9   |
| 5                | バーミンガム               | 947,672   | 02.2   |
| 6                | ロンドン・スタンステッド   | 907,732   | 01.1   |
| 7                | フランクフルト             | 761,330   | 026.7  |
| 8                | パリ＝シャルル・ド・ゴール | 759,886   | 05.2   |
| 9                | エディンバラ               | 658,956   | 04.1   |
| 10               | マラガ                     | 657,852   | 016.1  |
| 11               | バルセロナ                 | 600,969   | 03.2   |
| 12               | ミュンヘン                 | 600,281   | 03.1   |
| 13               | ニューヨーク・JFK          | 566,645   | 06.6   |
| 14               | マドリード                 | 549,353   | 02.8   |
| 15               | ファロ                     | 539,430   | 02.6   |
| 16               | グラスゴー                 | 500,434   | 01.0   |
| 17               | シカゴ・オヘア             | 487,147   | 07.3   |
| 18               | リスボン                   | 485,372   | 058.3  |
| 19               | ロンドン・シティ           | 463,193   | 04.5   |
| 20               | ボストン                   | 458,812   | 012.6  |
| 21               | ブリュッセル               | 436,987   | 01.6   |
| 22               | ドバイ                     | 433,527   | 02.8   |
| 23               | ブリストル                 | 422,237   | 00.5   |
| 24               | ランサローテ               | 400,782   | 010.0  |
| 25               | リバプール                 | 381,984   | 00.6   |
| 26               | ロンドン・ルートン         | 379,889   | 06.3   |
| 27               | ニューアーク               | 372,913   | 00.2   |
| 28               | トロント・ピアソン         | 359,401   | 02.5   |
| 29               | リーズ・ブラッドフォード   | 299,700   | 02.3   |
| 30               | ベルガモ                   | 291,039   | 05.6   |
| 出典: 中央統計局 |                            |           |        |

## 空港へのアクセス

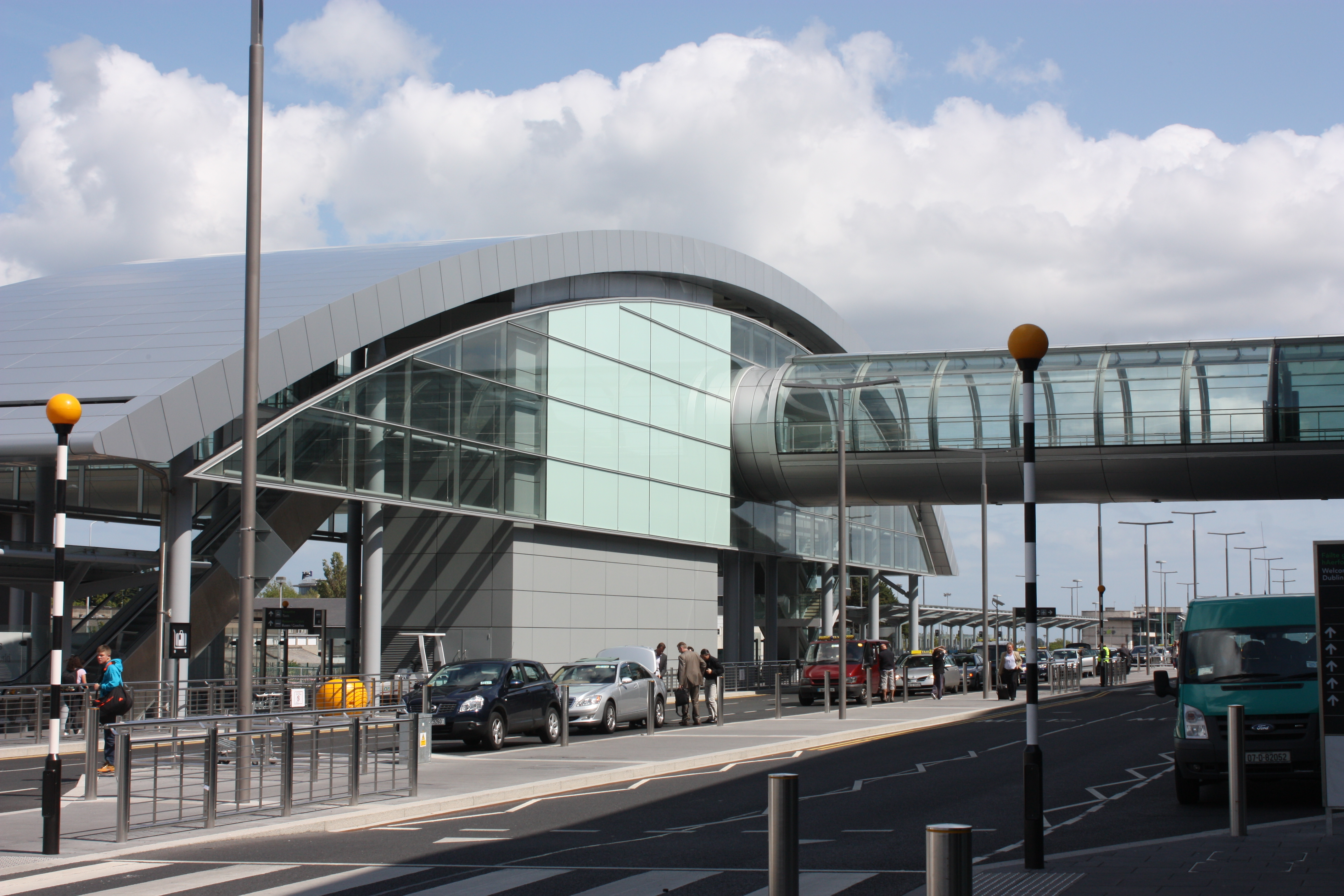
第2ターミナルの外

ダブリン空港は、高速道M1号とM50号のそばに位置し、市内中心部から北に10km、ソーズから南に2kmにある。

### バス
ダブリン空港には、1日700台以上のバスがダブリン都市圏とアイルランドの各都市への路線をバスで運行している。

#### ダブリン市内と周辺地域

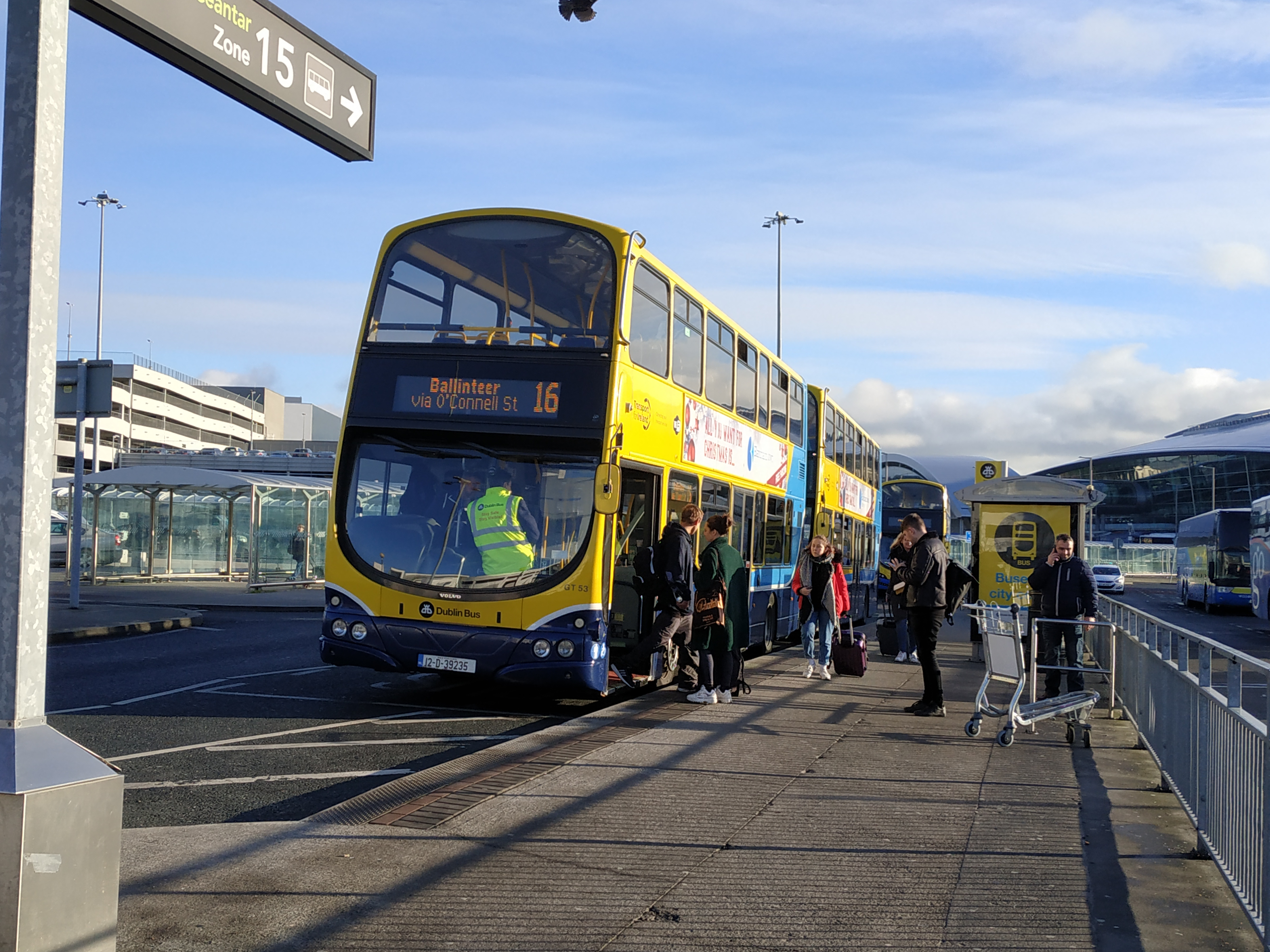
ダブリンバス16番線

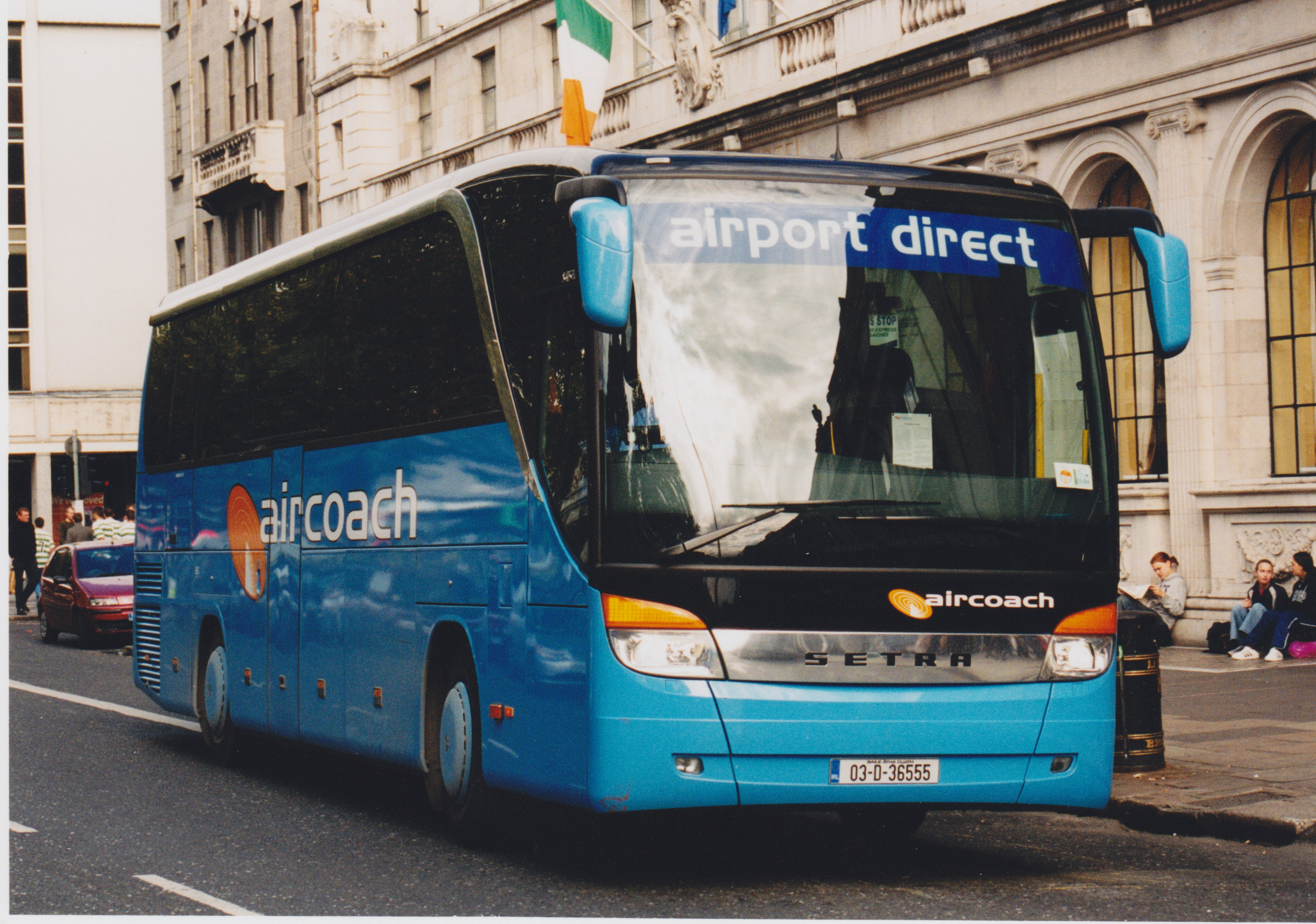
リムジンバスであるエアコーチ

ダブリン市内からダブリンバスが運行しているエアリンク・エクスプレスの747番線と757番線がある。両路線は、市内のバスターミナルを出発し、ダブリン・コノリー駅、ダブリン ・ヒューストン駅、メリオン広場などを通る。
さらに、ダブリンバスとゴーアヘッド・アイルランドは、16・33A・41・41B・102番線で、サントリー、ソーズ、ラスファーナム、サットン、マラハイド、ボーモント、ハロルドクロス、ドラムコンドラ、バルブリガン、スケリーズ、ラッシュ、ポートマーノックなどへ運行している。
リムジンバスであるエアコーチは、空港からダブリン市内中心部、ダブリン県および周辺地域（ドニーブルック、レパーズタウン、サンディフォード、ドーキー、グレイストーンズ、ブレイ、ブラックロック、ダン・レアリー、サンディマウントなど）への路線を運行している。
ダブリンコーチは、ダンドラムとレッド・カウ（ルアス停留場）をダブリン空港と接続している。

#### 長距離バス
上述のエアコーチもダブリンだけではなく、コーク、ベルファストへの長距離路線も行っている。
エクスプレスウェイは、ダブリン空港からコーク、リムリック、ウォーターフォード、ドロヘダ、ナヴァン、ダンドーク、ゴールウェイなどへ運行している。バス・エールンとウルスターバス・ゴールドラインは共同で、イギリスの北アイルランドのベルファストへX1・X2番線で運行している。トランスリンクはX3・X4番線で、モナハンとオマー、またはアーマーとクックスタウンのいずれかを経由し、デリー/ロンドンデリーへ運行している。
シティリンクとゴーバスはゴールウェイ、エールバスとJJカバナはリムリック、キルケニー、ウォーターフォードへ定期的に運行している。ウェックスフォードバスが空港とウェックスフォードを接続し、ジョン・マクギンリー・コーチも空港からドニゴール県を経由し、アナグリまでの路線を運行している。

### タクシー
タクシーは、第1・第2ターミナルのいずれにあるタクシー乗り場で利用できる。

### 鉄道
2020年現在、ダブリン空港への鉄道路線はない。しかし、アイルランド国鉄の主要駅であるダブリン・コノリー駅、ダブリン・ヒューストン駅までは上述したバスが運行している。バスの一部の路線では、コノリー駅 - メイヌース駅線にあるドラムコンドラ駅まで運行しており、ゴーアヘッド・アイルランド102番線は、ダブリン空港とサットン駅が結ばれている。

#### 今後の予定
アイルランド国鉄は、ダブリン高速輸送（DART）の路線を拡張し、空港まで運行することが予想されていた。その後、中心部から空港を経由し、ソーズまで走る地下鉄路線の提案に置き換えられた。2006年10月にメトロ・ノースの路線が発表され、他のいくつかの交通手段との接続が提案された。2011年に、資金不足のためにメトロ・ノース計画が延期されることが発表された。2018年3月に見直された当計画は、メトロリンクに置き換えられ、セント・スティーブンズ・グリーン公園からダブリン空港を経由し、ソーズまで運行される予定である。2021年から着工し、2027年から運行開始の予定である。